# Sky (cégcsoport)
A Sky Group brit telekommunikációs és médiakonglomerátum. Székhelye Londonban található, szolgáltatási területe kiterjed az Egyesült Királyságra, Írországra, Németországra, Ausztriára, Svájcra, Olaszországra, illetve Spanyolországra. A Sky a legnagyobb bevételt termelő európai médiacég, több, mint 23 millió előfizetővel rendelkezik és 31 000 alkalmazottal, 2019-es adatok szerint. A vállalat főként kábeltelevíziós szolgáltatásokban és video on demand alkalmazásokban érdekelt.
1990-ben alakult a Sky Television és a British Satellite Broadcasting egyesítéséből, ekkor BSkyB néven lett az Egyesült Királyság legnagyobb digitális előfizetéses televíziós cége. 2014-ben magába olvasztotta a Sky Italiát és a Sky Deutschlandot, ekkor jegyezték be mai hivatalos nevén mint Sky plc.
2018 novembere előtt a Rupert Murdoch tulajdonában álló 21st Century Fox 39,14%-os részesedéssel bírt a cégen belül. 2016. december 9-én a Fox bejelentette, hogy részesedését 100%-osra növelné, a felvásárlás kormányzati jóváhagyásra várt. 2018-ban több médiatársaság is licitált a Sky-ra, mint a The Walt Disney Company, (amely éppen a 21st Century Fox nagy részének felvásárlása előtt állt ekkor), de végül novemberben az amerikai telekommunikációs és médiacég, a Comcast vásárolta meg az európai vállalatot, így jelenleg teljes egészében a tulajdonát képezi. 
Video on demand szolgáltatásokat üzemeltet Svájcban és Spanyolországban, a VOD-szolgáltatások mellett Németországban, Ausztriában, Olaszországban és az Egyesült Királyságban pedig televíziós csatornákat is sugároz.

## Története

### Alapítása
Jogi elődje British Sky Broadcasting (BSkyB) néven alakult meg a Sky Television és a British Satellite Broadcasting egyesítésével, 1990. november 2-án. Mindkét cég anyagi veszteségekkel küzdött, a döntés mögött a közös tulajdonosi háttér állt, Rupert Murdoch, a News Corporation feje kezdeményezte. Az újonnan alakult cégben Murdoch cége relatív többséggel bíró részvényes lett. 

### Az európai névrokonok beolvasztása
2014. május 12-én a BSkyB megerősítette, hogy a legnagyobb részvényesével, a 21st Century Foxszal folytatott tárgyalások végeredményeként a Fox 57,4%-os részesedését a Sky Deutschlandból, és 100%-os részesedését a Sky Italiaból felvásárolja. A BSkyB ezek mellett a Sky Deutschland több más részvényesének is ajánlatot tett, és végül 89,71%-os többséget szerzett a cégben. A felvásárlások november 13-án zárultak le, a cég új neve Sky plc-re változott, a brit részleg pedig a Sky UK Limited nevet vette fel.
A Sky Italia és a Sky Deutschland a 2014-es felvásárlást megelőzően kizárólag a márkanéven és a többségi tulajdonoson osztoztak, a brit, olasz és német médiacégek egymástól függetlenül működtek az egyesítést megelőzően. Az egyesítéssel a Sky öt európai piacon, Írországban, az Egyesült Királyságban, Olaszországban, Németországban és Ausztriában került vezető pozícióba mint fizetős televíziós cég. 2017-től Spanyolországban, majd 2018-tól Svájcban is jelen van video on demand szolgáltatásokon keresztül. 

## Anyagi teljesítmény
A Sky bevétele az évek során: 
| Pénzügyi év vége | Bevétel (fontmillió) | Adózás előtti nyereség/(veszteség)(fontmillió) | Nettó nyereség/(veszteség) (fontmillió) |
| ---------------- | -------------------- | ---------------------------------------------- | --------------------------------------- |
| 2017. június 30. | 12916                | 803                                            | 691                                     |
| 2016. június 30. | 11965                | 752                                            | 663                                     |
| 2015. június 30. | 9989                 | 1516                                           | 1952                                    |
| 2014. június 30. | 7632                 | 1082                                           | 865                                     |
| 2013. június 30. | 7235                 | 1257                                           | 979                                     |
| 2012. június 30. | 6791                 | 1189                                           | 906                                     |
| 2011. június 30. | 6597                 | 1014                                           | 810                                     |
| 2010. június 30. | 5709                 | 1173                                           | 878                                     |
| 2009. június 30. | 5359                 | 456                                            | 259                                     |
| 2008. június 30. | 4952                 | 60                                             | (127)                                   |
| 2007. június 30. | 4551                 | 815                                            | 499                                     |
| 2006. június 30. | 4148                 | 798                                            | 551                                     |
| 2005. június 30. | 4048                 | 631                                            | 425                                     |
| 2004. június 30. | 3656                 | 480                                            | 322                                     |
| 2003. június 30. | 3186                 | 128                                            | 190                                     |
| 2002. június 30. | 2776                 | (1276)                                         | (1,383)                                 |
| 2001. június 30. | 2306                 | (515)                                          | (539)                                   |
| 2000. június 30. | 1847                 | (263)                                          | (272)                                   |
| 1999. június 30. | 1545                 | (389)                                          | (285)                                   |
| 1998. június 30. | 1434                 | 271                                            | 249                                     |
| 1997. június 30. | 1270                 | 314                                            | 288                                     |
| 1996. június 30. | 1008                 | 257                                            | -                                       |
| 1995. június 30. | 778                  | 155                                            | -                                       |
| 1994. június 30. | 550                  | 93                                             | -                                       |
| 1993. június 30. | 380                  | (76)                                           | -                                       |
| 1992. június 30. | 233                  | (188)                                          | -                                       |
| 1991. június 30. | 93                   | (759)                                          | -                                       |

## Jelenlegi tevékenységei

### Leányvállalatai
| Sky UK Ltd A Sky Television plc jogutódja, jelenleg a Sky Egyesült Királyságon belül történő tevékenységeiért felel.                                                                               |
| Sky Subscriber Services Ltd A Sky fizetős televíziós szolgáltatásainak üzemeltetője. |
| Sky In-Home Services Kft Set-top boxok forgalmazója és karbantartója. |
| Sky Broadband Ltd & Sky Home Communications Kft A Sky internet- és telefonszolgáltatásainak üzemeltetője.                                                                                          |
| Sky Ireland Írországban a Sky fizetős televíziós szolgáltatásainak üzemeltetője. |
| Sky Italia Srl A Sky fizetős televíziós szolgáltatásainak üzemeltetője Olaszországban. |
| Sky Deutschland A Sky fizetős televíziós szolgáltatásainak üzemeltetője Németországban és Ausztriában.                                                                                             |
| Sky Espana 2017 szeptemberében a Sky elindította video on demand szolgáltatását, amelyet a Sky Espana üzemeltet, a 21st Century Fox, a Disney, az NBCUniversal, a Turner és a Viacom tartalmaival. |
| Sky Svájc Sky Show néven 2018-tól video on demand szolgáltatás üzemeltetője Svájc területén. |
| Amstrad Elektrotechnikai cég. |
| Now TV |
| Freesat from Sky |
| The Cloud |

## Sorozatgyártás
A Sky Európa egyik vezető televíziós sorozatgyártója, brit, ír, német és olasz sorozatok gyártására és fejlesztésére is költ a 2010-es évek közepe óta. Forgalmazási megállapodásai és nemzetközi jelenléte miatt sorozatai a világ legtöbb országába eljutnak, Magyarországon és Észak-, illetve Közép-Európa országaiban az HBO forgalmazza sorozatainak nagy részét. Sikersorozatai között megtalálható a brit Patrick Melrose, A bosszú csillaga és Britannia, a német Babilon Berlin, illetve az olasz Gomorra, Az ifjú pápa és Riviéra.

## Fordítás
Ez a szócikk részben vagy egészben  a   Sky (company) című angol Wikipédia-szócikk ezen változatának fordításán alapul.  Az eredeti cikk szerkesztőit annak laptörténete sorolja fel. Ez a jelzés csupán a megfogalmazás eredetét és a szerzői jogokat jelzi, nem szolgál a cikkben szereplő információk forrásmegjelöléseként.